# 開花素
開花素（florigen），又称开花激素，是能够調控被子植物開花時間的蛋白质。植物通过叶子接受光信号後，开花素能被输送至茎端，使植物开花。植物的叶子中能产生開花素。